# 현상 붙은 4인의 악녀
"현상 붙은 4인의 악녀"는 1971년 공개된 대한민국의 영화이다.

## 배역
- 윤정희
- 김지수
- 사미자
- 방인자
- 장동휘
- 최무룡
- 김희라
- 독고성
- 장혁